# Norman R. „Bud” Poile Trophy
Norman R. „Bud” Poile Trophy – trofeum przyznawane każdego sezonu w lidze American Hockey League zespołowi, który zdobył największą liczbę punktów w zachodniej konferencji. Trofeum zostało nazwane na cześć Buda Poile'a, członka Hockey Hall of Fame.

## Lista zdobywców

### Zwycięstwo w Konferencji Zachodniej
- 2015-2016 - Ontario Reign

### Zwycięstwo w Dywizji Środkowo-Zachodniej
- 2014-2015 - Grand Rapids Griffins
- 2013-2014 - Chicago Wolves
- 2012–2013 - Grand Rapids Griffins
- 2011–2012 - Chicago Wolves

### Zwycięstwo w Konferencji Zachodniej
- 2010–2011 - Milwaukee Admirals
- 2009–2010 - Hamilton Bulldogs
- 2008–2009 - Manitoba Moose
- 2007-2008 - Chicago Wolves
- 2006-2007 - Omaha Ak-Sar-Ben Knights
- 2005–2006 - Grand Rapids Griffins
- 2004–2005 - Rochester Americans
- 2003–2004 - Milwaukee Admirals

### Zwycięstwo w Dywizji Zachodniej
- 2002–2003 - Houston Aeros
- 2001–2002 - Grand Rapids Griffins